# Рахмонов, Шерзод Толибович
Рахмонов Шерзод Толибович (узб. Raxmonov Sherzod Tolibovich род. 25 июля 1993 года, Бухара, Республика Узбекистан) — узбекский политический деятель, биолог-химик. Депутат Законодательной палаты Олий Мажлиса Республики Узбекистан. Член Комитета по вопросам обороны и безопасности. Член Народно-демократической партии Узбекистана. Руководитель филиала фонда «Ёшлар-келажагимиз».

## Биография
Шерзод Толибович родился 25 июля 1993 года в Бухаре. В 2016 году окончил Бухарский государственный университет, по специальности биолог-химик. В 2009 году начал работать оператором ЭВМ общества с ограниченной возможностью «Шухрат-Машсервис». С 2011 по 2017 год был исполнительным директором, а затем и руководителем общества с ограниченной возможностью «Шухрат-Машсервис». В 2017 году был поставлен на должность руководитель бухарского областного территориального отдела Совета молодых фермеров Узбекистана при Союзе молодежи Узбекистана. С 2018 года является руководителем филиала фонда «Ёшлар-келажагимиз» и координатором по области.

## Награды
В 2018 году был удостоён государственной награды «Мард Углон».